# Peter Watkins
Pour les articles homonymes, voir Watkins.
 (juillet 2019).
Peter Watkins est un réalisateur britannique né le 29 octobre 1935 à Norbiton, près de Kingston upon Thames dans le Surrey. Ses films, pacifistes et radicaux, redistribuent les frontières habituelles entre documentaire et fiction. Il s'est particulièrement attaché à la critique des médias de masse et de ce qu'il a nommé la « monoforme ».

## Biographie et œuvre

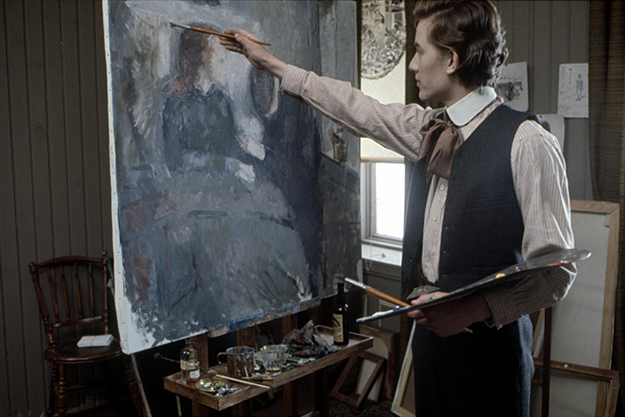
Extrait d'Edouard Munch, de Peter Watkins

### Les premières années
Peter Watkins naît d'une mère secrétaire et d'un père qui travaille à la Banque d'Angleterre. Pendant la Seconde Guerre mondiale, ce dernier est envoyé dans la marine. La famille, d'abord évacuée puis retournée à proximité de Londres à la fin de la guerre, connaît l'expérience des bombardements proches pendant le blitz.
En 1947, Watkins est envoyé dans une école galloise, le College of Christ, où la discipline est sévère – seule satisfaction au cours des quatre années qu'il y passe : la troupe de théâtre amateur à laquelle il prend part. À 16 ans il suit une formation pour entrer à la Royal Academy of Dramatic Art, au sein de laquelle il poursuit ensuite ses études de théâtre. 
En 1954, appelé au service militaire, il parvient à éviter d'être enrôlé contre les Mau Mau au Kenya (à l'époque toujours sous le joug britannique), et il est envoyé à Canterbury, dans le Kent. Goûtant aussi peu à l'atmosphère militaire qu'à celle du College of Christ, il rejoint l'association de théâtre amateur de la ville, et rencontre la troupe Playcraft au sein de laquelle il devient acteur et produit plusieurs pièces.
En 1956, quittant l'armée, il est résolu à ne pas poursuivre de carrière d'acteur – peu de temps après, il réalise avec l'aide de Playcraft son premier long métrage amateur, The Web. Le film, tourné en 8 mm, suit un soldat allemand qui tente d'échapper aux maquisards français à la fin de la Seconde Guerre mondiale. Il est récompensé d'une Gold Star aux Ten Best, les Oscars des films amateurs dont le mouvement est alors en pleine expansion en Grande-Bretagne. 

Watkins est ensuite embauché dans une société publicitaire, George Street and Company, comme producteur assistant ; il est chargé de réaliser de courts spots pour les chaînes commerciales : 

« Nous étions pour ainsi dire des réalisateurs. […] Je détestais la publicité mais l'expérience fut fantastique. »

En 1958, il réalise son premier film en 16 mm, The Field of Red, aujourd'hui perdu, sur la guerre de Sécession aux États-Unis. 

#### Le Journal d'un soldat inconnu
En 1959, il devient assistant de montage dans une société de production documentaire, World Wide Pictures, et réalise Le Journal d'un soldat inconnu (The Diary of an Unknown Soldier).
Le film se situe pendant la Première Guerre mondiale, du point de vue d'un jeune soldat britannique, qui évoque ses dernières heures de vie et sa vision de la guerre.
Réalisé avec peu de moyens (un casting d'une quinzaine de personnes pour en figurer cinq fois plus, les environs de Canterbury pour décor des tranchées, l'absence de son synchronisé), le film, qui dure 20 minutes et est tourné en noir et blanc, expérimente des formes de narration et de cadrage que Watkins développera plus tard. Il gagne un Oscar aux Ten Best.

#### Forgotten Faces
En 1960, il filme Les Visages oubliés (Forgotten Faces), sur l'insurrection de Budapest de 1956, qu'il tourne à Canterbury avec des membres du groupe Playcraft. Contestant les canons hollywoodiens de la réalisation et de la narration, il continue à y développer les techniques qui caractériseront ses films ultérieurs : style des actualités, acteurs parlant à la caméra, gros plans fixes sur des visages. Sur ce dernier point, Watkins parle de l'attention particulière qu'il avait portée aux photographies de grands reporters à Budapest.
Le film, de nouveau récompensé, est proposé par le critique Milton Shulman à Granada TV dont le vice-président, Cecil Bernstein, refuse au motif que s'ils le passaient, « plus personne ne croirait les journaux télévisés ».
En 1963, Forgotten Faces lui vaut d'être embauché par la BBC comme assistant de production. En tant que stagiaire à cette station, il réalise La Gangrène, aujourd'hui perdu, sur la torture de cinq immigrés clandestins algériens par la police française.

### Réalisateur professionnel

#### Culloden
En 1964, il réalise son premier film professionnel, La Bataille de Culloden (Culloden) sur la bataille écossaise de 1746 où les régiments d'élite anglais écrasèrent les Highlanders. Les premiers perdirent 50 hommes, les seconds 1 000 sur le champ de bataille, 1 000 autres dans la répression anglaise des semaines suivantes.
Tourné près d'Inverness avec des comédiens amateurs de Londres et des Lowlands écossaises pour les forces royalistes, d'Inverness pour l'armée clanique, le film établit un parallélisme entre la « pacification » américaine dans le Vietnam des années 1960, et cette « pacification » anglaise des terres écossaises au XVIIIe siècle.
Watkins y poursuit sa recherche sur la manière de représenter l'histoire : dans le style du documentaire, caméra à l'épaule (sa « caméra liberté »), comme si le cadreur se trouvait effectivement sur le champ de bataille, interviewant les soldats en direct et commentant en voix off ce qui se passe. Pour beaucoup descendants directs des Highlanders tués à Culloden, les acteurs écossais y reconstruisent leur propre histoire – processus qui sera régulièrement employé par le réalisateur (notamment dans La Commune).
Le film est salué par la critique et primé (British Screenwriters Award of Merit).

#### La Bombe
La BBC lui commandant un documentaire sur les effets du nucléaire, Watkins réalise La Bombe (The War Game), où il filme, dans le style des actualités et en s'appuyant sur des documents filmés à Hiroshima et Nagasaki, le déclenchement d'une guerre entre l'OTAN et l'URSS, une attaque atomique de cette dernière sur le Kent et ses conséquences désastreuses : le massacre de milliers de personnes, le sacrifice des civils par l'État, la lutte pour survivre, le parti-pris gouvernemental des médias.
Les acteurs sont recrutés via des réunions publiques dans le Kent, et le tournage a lieu pour l'essentiel dans des baraquements militaires abandonnés à Douvres. Watkins veut de nouveau impliquer des « gens ordinaires » dans une recherche sur leur propre histoire, à cette différence que La Bombe fait référence à des évènements pressentis comme imminents à l'époque, mais qui n'eurent pas lieu. L'un des objectifs est de parler et faire parler des effets du nucléaire et de la course aux armements, qui, en dépit d'un mouvement de protestation contre la politique britannique de l'époque (la Grande-Bretagne, dirigée par Harold Wilson, développe son programme d'armement nucléaire), ne sont que très peu abordés par les médias contemporains.
La BBC apprécie modérément, le film est débattu au Parlement et au sein du gouvernement, et la chaîne justifie finalement sur des critères de qualité son interdiction du film. 
Ce dernier recevra pourtant en 1967 le BAFTA du meilleur court-métrage en Grande-Bretagne. Watkins démissionne de la BBC lorsqu'il découvre que l'interdiction fait suite à des pressions du gouvernement britannique.

#### Privilège
En 1966, il réalise Privilege, avec le chanteur britannique Paul Jones, sur la construction médiatique d'une pop-star, où il met en avant l'hystérie religieuse qui se noue entre le jeune homme et son public, et l'instrumentalisation de sa figure par les autorités politiques, audiovisuelles et ecclésiastiques, afin d'atténuer toute possibilité de révolte des jeunes. 
Le film reçoit un accueil critique froid et est retiré des écrans par Universal Pictures après quelques projections. 
En 1967, la major refusera également Proper in Circumstances, un projet de film sur les guerres contre les Indiens Sioux que Watkins travaillait avec Marlon Brando.

### L'exil
À la suite des critiques sur Privilege, Peter Watkins décide de quitter l'Angleterre et de ne plus jamais travailler pour la télévision ou le cinéma britanniques. 

#### Les Gladiateurs
Il s'installe en 1969 en Suède, où il réalise The Gladiators (Les Gladiateurs), un film pacifiste joué par des acteurs professionnels et amateurs de différents pays. Tourné pendant les révoltes de 1968 en Europe, notamment à Paris, le film est directement influencé par ces évènements.
Les plus grandes puissances internationales, alignées et non-alignées, craignant la possibilité d'une nouvelle guerre mondiale, décident de l'empêcher en canalisant les pulsions agressives de l'homme. Elles forment une Commission Internationale qui s'emploie à organiser des combats entre des soldats de différents pays. Ces compétitions, qui peuvent aller jusqu'à la mort, sont appelées Jeux de la Paix – elles sont sponsorisées et retransmises par satellite dans le monde entier. Le film se concentre sur le Jeu 256, qui se déroule dans le Centre International des Jeux de la Paix près de Stockholm, sous le contrôle d'un puissant ordinateur. Les arbitres décident d'éliminer un homme et une femme appartenant à des équipes opposées mais qui tentent de s'approcher, considérant qu'ils mettent ainsi en danger la stabilité du système.
Initialement prévu pour être tourné caméra à l'épaule, The Gladiators est finalement filmé avec une caméra 35 mm (à l'époque peu maniable), ce qui oblige Watkins à recourir, « cas de force majeure, à un style plus statique et plus formel ». 
Le film étant attaqué, Watkins reprend la route de l'exil.

#### Punishment Park
En 1970, installé aux États-Unis, il réalise, toujours dans un style documentaire, Punishment Park, sur la politique répressive que Richard Nixon mène aussi bien au Vietnam qu'à l'intérieur du pays : le 4 mai de la même année, 4 étudiants manifestant contre l'invasion du Cambodge sont tués par la garde nationale de l'Ohio, épisode connu sous le nom de Kent State shootings. 
Le film se situe dans un vaste camp du gouvernement américain au sud ouest de la Californie, où les activistes interpellés comme dangereux pour la sécurité intérieure (pacifistes, militants noirs, étudiants) sont jugés sommairement et ont le choix entre une longue peine de prison ou une mise à l'épreuve morbide : ils sont libérés s'ils atteignent, en moins de trois jours, sans eau ni nourriture, et sans être attrapés par les policiers qui les poursuivent, le drapeau américain situé en plein désert. 
Les images du Groupe 638, en cours de « jugement » devant le tribunal civil, s'entremêlent à celles du Groupe 637, en plein désert du Bear Mountain National Punishment Park. Pendant que les inculpés du Groupe 638 argumentent chacun sur leur opposition à la Guerre du Vietnam ou leurs engagements militants, le Groupe 637 se subdivise entre ceux qui veulent tenter une évasion du Parc, ceux qui abandonnent, et ceux qui sont déterminés à atteindre le drapeau.
Filmé en août 1970 dans le désert de San Bernadino, à 100 km de Los Angeles, Punishment Park est de nouveau joué par des acteurs amateurs ou de jeunes comédiens professionnels des environs de Los Angeles. Les rôles des membres du tribunal civil sont tous tenus par des citoyens de la ville (dentiste, femme au foyer, syndicaliste...), qui donnent dans le film leur opinion réelle.
La critique se déchaîne contre le film à sa sortie, au point qu'il est enlevé de l'affiche après 4 jours de projection à New York.

#### Edvard Munch
En 1973, en Norvège, Peter Watkins réalise Edvard Munch, la danse de la vie, film de 3 h 30 en anglais et en norvégien, coproduit par les télévisions norvégienne (NRK) et suédoise. Biographie du peintre expressionniste norvégien, c'est aussi une autobiographie en creux du réalisateur, qui reconnaît dans la vie de l'artiste les épreuves auxquelles il s'est lui-même heurté. 
Ce film, né d'une visite de Peter Watkins au Musée Munch d'Oslo, est tourné de nouveau avec des acteurs non professionnels (habitants d'Oslo et de son fjord), dans des lieux que Munch fréquenta, et dans des tons proches de ceux de ses toiles.
Il évoque les jeunes années du peintre, le retour obsédant de drames familiaux, la découverte de la bohème anarchiste de l'époque, les tensions amoureuses et artistiques.
C'est, de l'aveu du réalisateur, son film le plus personnel, et une expérience créative « magique », l'équipe de techniciens et d'acteurs étant l'une des meilleures avec lesquelles il ait travaillé.
Les critiques sont majoritairement positives, et le film sera montré dans de nombreux pays.

#### The Seventies People
En 1973-1974, au Danemark, il réalise The Seventies People, sur la question du taux de suicide élevé des jeunes danois. 
Des annonces sont publiées dans la presse, appelant des personnes disposées à parler du stress de la vie moderne à se présenter.
Le film se concentre sur deux familles de Copenhague, l'une aisée, l'autre moins, et plus particulièrement sur les problèmes rencontrés par les enfants. Les scènes familiales, tournées toujours avec ces acteurs non professionnels, ont cependant été jouées.
La critique scandinave, arguant du fait que Watkins était étranger à la culture du pays, attaque le film, qui ne sera plus projeté.

#### The Trap
En 1974, la radio Sveriges invitant le public à présenter des scénarios sur « le futur », Watkins et le journaliste Bo Melander développent un scénario sur le thème du nucléaire.
L'action se déroule en 1999, dans les appartements souterrains entièrement vidéo-surveillés d'un ingénieur, John, travaillant pour une usine de traitement de déchets nucléaires sur la côte Ouest de la Suède. La télévision délivre des messages optimistes sur le Nouveau Millénaire. Bertil, le frère de John et un de ses neveux, inculpés d'activités « antisociales », viennent le rejoindre pour fêter le nouvel an, mais la visite devient vite oppressante en raison des désaccords politiques des deux frères. Bertil, dénonçant la société de consommation qui a produit ces déchets nucléaires, accuse John d'être prisonnier d'un système qu'il cautionne aveuglément. 
Le film a été tourné entièrement en studio, avec quatre caméras de télévision. Watkins, cherchant à retrouver, en dépit de cet équipement peu souple, le style des actualités auquel il est attaché, laisse à chaque cadreur la responsabilité des images qu'il prend et ne donne, contrairement aux usages en vigueur à l'époque, pas d'instruction précise sur les mouvements et les cadrages. Il dira à Joseph Gomez : « J'ai eu le sentiment d'abdiquer une part de ce contrôle que beaucoup de réalisateurs revendiquent jalousement comme leur prérogative absolue. Il m'a semblé que j'ouvrais la possibilité pour d'autres membres de l'équipe de prendre des initiatives personnelles. » et parle d'une « expérience spontanée où tous pouvaient prendre part ».

#### Eveningland
En 1977, il réalise pour l'Institut du Cinéma danois Aftenlandet (Eveningland, ou Force de frappe). Le film décrit une grève dans les docks de Copenhague contre la construction de quatre sous-marins pour la marine française : les ouvriers protestent contre le gel des salaires conclu par la direction pour remporter le contrat, mais aussi contre l'équipement des bateaux en missiles nucléaires. Un sommet européen se tenant au même moment dans la ville, un groupe d'activistes enlève le ministre danois pour contester la construction d'armements nucléaires au Danemark et soutenir les revendications des grévistes. La manifestation est brutalement réprimée par la police, qui sauve le ministre et capture ou tue les « terroristes ». 
Le film est mal reçu par la critique (« Quand Watkins cessera-t-il d'effrayer le public ? » s'insurge un chroniqueur), mais aussi par les marxistes, qui lui reprochent d'être plus proche des « terroristes » que des ouvriers. Il ne sera plus présenté ensuite.

### Théorisation de la Monoforme
De 1968 à 1977, Peter Watkins effectue de nombreux voyages pour accompagner ses films et organiser, ce qui prendra pour lui une importance de plus en plus grande, des débats publics sur la critique des mass media et ce qu'il perçoit comme leur rôle dans le contrôle politique de la population. Il s'attache aussi bien à dénoncer leur silence sur des questions comme le nucléaire, que l'usage généralisé de ce qu'il nommera plus tard la Monoforme, à savoir les techniques de réalisation hachées, rapides, standardisées et interchangeables, qui modifient l'information et biaisent sa communication. Peter Watkins commence à organiser des séminaires et des ateliers de critique des médias.
De 1977 à 1979, il voyage aux États-Unis pour présenter Edvard Munch et animer des débats autour du film. Il participe à Sydney à la création d'une association, The People's Commission, qui conteste le pouvoir des médias.
En 1979, l'Institut Suédois du Cinéma et la télévision suédoise lui commandent un film sur la vie et l'œuvre d'August Strindberg, peintre, poète, photographe qui écrivit en 1869 une pièce intitulée Le Libre Penseur. Après 2 ans et demi de recherches, le film est annulé faute de financements, mais sera repris en 1992.
Peter Watkins reprend son enseignement à l'université Columbia, où il décrypte avec ses élèves les informations télévisées et les soap-operas.

#### Le Voyage
De 1983 à 1986, il travaille sur Le Voyage (The Journey) qu'il tourne dans 12 pays différents. Ce film documentaire de 14 h 30, agencé en modules de 1 h 30, est un plaidoyer pacifiste contre le nucléaire : il est composé d'entretiens avec des familles des cinq continents, qui parlent des armements nucléaires, de la difficulté de s'informer sur la question dans les médias aussi bien qu'à travers le système éducatif, de la politique de leurs États respectifs en la matière, des effets de ces armes, et du rôle des médias de masse dans la course aux armements. 
Comme précédemment dans La Bombe, il met parfois en scène des épisodes de guerre atomique, insistant sur l'absence de protection des populations civiles de la part de leurs gouvernements. Il alterne dans ce film des moments de vrai (entretiens) et faux (reconstitution d'attaques nucléaires) documentaire, commentant simultanément le processus du film : une voix off et des cartons appellent régulièrement le spectateur à réfléchir à l'image qu'il vient de voir, sa durée, la manière dont elle a été montée dans une séquence, le film s'analysant en même temps qu'il se montre. 
Les télévisions auxquelles Watkins le présentera le refuseront toutes.

#### Projets de médias alternatifs
En 1989 et 1990, Peter Watkins écrit une analyse critique sur l'enseignement des médias pour le Dramatic Institute de Stockholm en Suède. 
Il reçoit une bourse de la New Zealand Peace Foundation pour développer des projets de médias alternatifs dans des écoles de Nouvelle-Zélande. 
Il réalise en 1991 The Media Project, critique vidéo de la manière dont les médias ont couvert la Guerre du Golfe. Le film est produit par l'acteur australien Chris Haywood.

#### Le Libre-penseur
En 1992, Peter Watkins reprend son projet de film sur August Strindberg et tourne Le Libre-penseur (The Freethinker) dans le cadre d'un projet pédagogique de 2 ans impliquant 24 lycéens suédois. Ces derniers, à partir du scénario développé en 1972, participent  aux différentes étapes du film : production, recherche (notamment sur les conditions sociales dans la Suède des années 1870), montage, costumes, direction.
Le film, qui dure 4 h 30, s'appuie sur une structure complexe, en spirale, et entremêle 4 périodes de la vie de Strindberg : l'enfance, les débuts de sa relation avec Siri von Essen, l'exil et la désagrégation du mariage, la vieillesse solitaire à Stockholm. Des images de la vie sociale et politique de la Suède des années 1870 entrecoupent ces scènes biographiques.  
Anders Mattsson, dans le rôle de Strindberg, et Lena Setterwall, dans celui de Siri von Essen, font largement appel à leurs expériences et à leurs émotions propres pour « composer » leurs personnages – comparables en cela au couple Geir Wetsby (Munch) / Gro Fraas (Mrs Heiberg) d'Edvard Munch. De la même manière, les « journalistes » qui attaquent Strindberg sont joués par des personnes réellement très critiques de la vie et de l'œuvre de l'écrivain.
Le film est construit à partir de matériaux très divers : entretiens scénographiés, confrontations psychodramatiques, dialogues théâtraux empruntés aux pièces de Strindberg, archives photographiques de l'écrivain, cartons portant des citations ou décrivant des périodes de sa vie, débats avec le public qui assistait au tournage. Ceci, selon Peter Watkins, afin de « remettre en question notre perception du processus fluide et invisible de l'inévitable Monoforme » d'une part, et d'autre part, de rendre compte dans la matière même du film de la constante quête de formes nouvelles qui animait Strindberg.
Le film sera refusé par toutes les principales chaînes de télévision nordiques.

### Critique radicale
En 1994, lassé des attaques répétées contre ses films aussi bien que par le contexte audiovisuel et médiatique global, Peter Watkins décide de se retirer du cinéma et de la télévision et part s'installer à Vilnius, en Lituanie, avec sa seconde épouse qui est lituanienne.
En 1997, à l'occasion du 75e anniversaire de la BBC, il écrit La Face cachée de la lune, une critique des mass media audiovisuels, qu'il envoie à l'ensemble des médias professionnels du monde : il y dénonce la crise démocratique qui y règne, l'omniprésence de la Monoforme à la télévision comme au cinéma, et propose des idées de réforme de l'enseignement des médias.

#### La Commune
En 1999, Peter Watkins reprend la caméra et tourne à Montreuil, en banlieue parisienne, dans les anciens studios de Georges Méliès, La Commune (Paris, 1871), une reconstitution de la Commune de Paris où, dans une forme proche du théâtre, il remet encore plus radicalement en question sa manière de filmer. Travaillant toujours avec des acteurs non professionnels et sous la forme des actualités (présence assumée de la caméra, prise à partie du « journaliste »), il s'interroge à la fois sur l'épisode historique et sur le contexte contemporain : les comédiens énoncent par exemple des critiques sur le gouvernement versaillais tout en donnant leur avis sur les grèves de 1995. 
Le film est mal accueilli et Arte, coproductrice, ne le défend pas. Les acteurs se réunissent au sein de l'association Rebond pour la Commune, afin de soutenir le film et de poursuivre le travail d'accompagnement et de débat critique impulsé par Peter Watkins autour de ses réalisations précédentes. L'association produit en 2001 un documentaire sur et avec Peter Watkins, intitulé Peter Watkins - Lituanie, tourné, par ironie, au sein d'un parc à thème soviétique près de Vilnius, où le réalisateur revient sur La Commune et sur la crise des médias.
Il publie sur son site internet des textes critiques où il reprend son analyse de la Monoforme, et en 2004, Media Crisis paraît aux éditions Homnisphères.

### Vie privée
En 1961, Peter Watkins se marie avec une Française, Françoise Letourneur, avec qui il aura deux fils. L'un de ses fils est l'acteur Gérard Watkins.
Après son divorce, en 1992, il épouse une Lituanienne, Vida Urbonavicius. Le couple habite de 1994 à 2007 à Vilnius.
En 2007, Watkins et son épouse s'installent à Felletin, dans la Creuse.

## Watkins, cinéaste militant
L'œuvre de Peter Watkins est éminemment politique, tant par les sujets qu'il choisit (armement nucléaire, guerres, révoltes populaires, personnalités iconoclastes) que par la façon dont il les traite. Il a payé ce non-conformisme par des obstacles récurrents à son travail, tant au niveau de la production (financement) que de la distribution (projections en salles) ou de l'accueil critique.
Sa défiance grandissante à l'égard des médias traditionnels l'a conduit à préférer aux entretiens conventionnels, auxquels il reproche d'évacuer les considérations les plus politiques, la pratique des « auto-interviews », où il se pose les questions que le public lui a régulièrement adressées, ou celles qui lui semblent fondamentales.

### Liberté de la forme
Avant de développer sa critique de la monoforme, concept qu'il a formé pour nommer l'uniformisation de la forme télévisuelle et cinématographique (montage, musique, cadre narratif), Peter Watkins s'est essayé dès ses premiers films à accompagner sa remise en question de la représentation et de la narration traditionnelles par des recherches formelles hors-cadre. 
Le réalisateur brouille d'abord les genres habituels, en déplaçant les frontières entre documentaire et fiction : des épisodes historiques ou fictionnels sont filmés comme s'ils se déroulaient sous nos yeux, la présence du « journaliste » est visible et assumée, créant des effets d'anachronie (caméra et micro visibles sur un champ de bataille du XVIIIe siècle ou dans le Paris de 1871) ou d'uchronie (La Bombe, Punishment Park). 
Il insère également des formes cinématographiques différentes au sein d'un même film, faisant appel à des dispositifs du cinéma muet (les cartons), à des outils professionnels (décompte du temps d'une séquence, insertion de signaux sonores pour signaler une coupe au montage), à d'autres formes d'art (photographie, théâtre, cabaret).  
Se refusant à employer les procédés standardisés par l'industrie hollywoodienne, il tourne très peu en studio, ou quand il le fait, en exploite les contraintes : c'est le cas de The Trap, où l'espace, entièrement confiné et surveillé, est oppressant. Les décors naturels, comme les costumes, font quant à eux l'objet d'un très long travail de recherche avant le tournage, afin de trouver des lieux qui ne « joueraient » pas plus – ou pas moins – que des acteurs donnant leur opinion réelle. 
La lumière est naturelle ou travaillée spécifiquement pour le film, comme dans Munch, où elle est filtrée pour approcher du ton bleuté employé par le peintre, restituer l'atmosphère de la fin du XIXe siècle (maisons peu éclairées), et baigner le film dans une ambiance irréelle (allers-retours entre flashbacks, visions intérieures, épisodes présents).
Le son est désynchronisé et aéré de longs silences, afin de créer un décalage au sein duquel le spectateur ait le temps de développer sa propre réflexion sur le film, d'y ajouter ses  émotions et souvenirs, Watkins cherchant à faire surgir le film d'une « alchimie » entre la matière cinématographique et l'expérience personnelle de chaque individu qui le regarde.
Le rythme de montage est asymétrique, alternant de longs plans-séquences ou des gros plans de visages avec des épisodes très brefs destinés à créer un effet de choc. 
Enfin, Watkins, refusant les contraintes dictées par des impératifs commerciaux, s'affranchit des durées convenues (Le Voyage dure 14 h 30, La Commune 5 h 30 dans sa version intégrale), afin de laisser chaque film se développer sur un temps qui lui est propre, et chaque spectateur trouver l'espace de sa réflexion.

### Rôle du public
Cette recherche de la forme s'accompagne en effet chez Peter Watkins d'une réflexion sur la relation au public. Voulant casser le quatrième mur de l'espace cinématographique, celui de l'écran, il cherche, contrairement au système hollywoodien attaché à une fonction de divertissement et à une hiérarchisation forte des rôles, à faire participer le spectateur aux films.
Cela se traduit d'abord et avant tout par le recours à des acteurs non professionnels, qui expriment leurs points de vue véritables à travers leurs rôles, allant parfois jusqu'à modifier le scénario original du film, comme ce fut le cas pour Punishment Park, dont le final diffère de celui initialement écrit. Les Versaillais de La Commune, pour prendre un autre exemple, furent recrutés via des annonces dans les journaux, en fonction de leurs opinions politiques conservatrices. 
Les acteurs sont ainsi engagés pleinement dans le processus – autre concept fondamental chez Watkins – de réalisation du film, et, au-delà, dans la construction ou reconstruction de leur propre histoire (exploration d'épisodes vécus par des ancêtres dans Culloden, d'évènements pressentis comme imminents dans La Bombe).
L'intérêt pour le public et le souci constant de casser la forme de pouvoir qu'induit la réception passive lors d'une projection, se manifeste par ailleurs dans ses films par des adresses directes de la voix off au spectateur, l'appelant à analyser ce qu'il vient de voir ou l'interrogeant sur son opinion – dialogue ou polylogue que le réalisateur a cherché à poursuivre dans des rencontres organisées après les séances.
Il n'est pas anodin, à cet égard, que Peter Watkins se soit dernièrement davantage intéressé à l'organisation de débats publics et d'ateliers de décryptage des médias qu'à la réalisation à proprement parler : le processus se poursuit ainsi dans le champ citoyen, et tente de réinvestir les espaces de critique et de démocratie asphyxiés, selon le réalisateur, par les mass media.

## Filmographie
- 1956 : The Web - 20 min. - Grande-Bretagne - anglais - noir et blanc
- 1958 : The Field of Red - Grande-Bretagne - anglais - noir et blanc
- 1959 : Journal d'un soldat inconnu (The Diary of an Unknown Soldier) - 20 min. - Grande-Bretagne - anglais - noir et blanc
- 1961 : Les Visages oubliés (Forgotten Faces) - 17 min. - Grande-Bretagne - anglais - noir et blanc
- 1964 : La Bataille de Culloden (Culloden) - 69 min.  - Grande-Bretagne - anglais - noir et blanc
- 1966 : La Bombe (The War Game) - 48 min. - Grande-Bretagne - anglais - noir et blanc
- 1967 : Privilège (Privilege) - 103 min.  - Grande-Bretagne - anglais - couleur
- 1969 : Les Gladiateurs (Gladiatorerna / The Gladiators) - 102 min. - Suède - anglais - couleur
- 1971 : Punishment Park - 88 min. - États-Unis - anglais - couleur
- 1973 : Edvard Munch, la danse de la vie (Edvard Munch) - 210 min. - Suède et Norvège - anglais et norvégien - couleur
- 1975 : The Seventies People - 127 min. - Danemark - danois - couleur
- 1975 : The Trap (Fällan) - 65 min. - Suède - suédois - couleur
- 1977 : Eveningland (Force de frappe, Aftenlandet) - 109 min. - Danemark - danois - couleur
- 1987 : Le Voyage (The Journey, Resan) - 873 min. - Australie, Canada, Danemark, Finlande, Italie, Japon, Nouvelle Zélande, URSS, Suède, Norvège - anglais, français - noir et blanc, couleur
- 1994 : Le Libre-Penseur (The Freethinker) - 276 min. - Suède - suédois - couleur
- 2000 : La Commune (Paris, 1871) - 375 min. (version intégrale) - France - français - noir et blanc

## Publications
- Media crisis (trad. Patrick Watkins), éd. Homnisphères, coll. « Savoirs autonomes », Paris, 2004, 247 p.  (ISBN 2-915129-07-X) ; rééd. 2007  (ISBN 2-915129-23-1) Peter Watkins y dénonce l'attitude totalisante des mass-médias audiovisuels et leur impact sur la société.
- « Notes on The Media Crisis », Quaderns Portàtils. Museu d'Art Contemporani de Barcelona, 2010, 14 p.  (ISSN 1886-5259)

### Filmographie
- 2001 : L'Horloge universelle (The Universal Clock: The Resistance of Peter Watkins), de Geoff Bowie, produit par Yves Bisaillon, 77 min Documentaire sur le réalisateur, le tournage de La Commune et la Monoforme – l'« horloge universelle » faisant référence à la synchronisation et à l'interchangeabilité des émissions télévisées du monde entier, calibrées pour pouvoir être diffusées sur n'importe quelle chaîne et dans n'importe quel « créneau ».
- 2001 : Peter Watkins - Lituanie, Rebond pour la Commune et Peter Watkins